# تپه دواله
تپه دواله مربوط به دوران‌های تاریخی پس از اسلام است و در شهرستان تاکستان، بخش ضیاءآباد، روستای قلعه جوق واقع شده و این اثر در تاریخ ۳ بهمن ۱۳۷۹ با شمارهٔ ثبت ۳۰۱۲ به‌عنوان یکی از آثار ملی ایران به ثبت رسیده است.